# Baanwielrennen op de Paralympische Zomerspelen 2024 - Tijdrit vrouwen C4-C5
De baanwielrennen Tijdrit vrouwen C4-C5 tijdens de Paralympische Zomerspelen 2024 vond plaats in de Izu Velodrome, Japan. Deze combinatieklasse (C4-C5) onder classificatie C is voor fietsers die beperkingen hebben aan de benen, armen en/of romp, maar wel in staat zijn een standaardracefiets te gebruiken. Om de competitie tussen de drie klassen eerlijk te houden is er gebruik gemaakt van een rekenmodel. De Paralympisch kampioene van 2020 was de Britse Kadeena Cox ze werd in 2024 opgevolgd door Caroline Groot uit Nederland, Marie Patouillet uit Frankrijk won het zilver en de bronzen medaille was voor de Canadese Kate O'Brien.

## Uitslag

### Kwalificatie
| #  | Heat | Renster                | Renster | Klasse | Orginele tijd | F      | Berekende tijd | opm. |
| -- | ---- | ---------------------- | ------- | ------ | ------------- | ------ | -------------- | ---- |
| 1  | 6    | Caroline Groot         | NED     | (C5)   | 35.390 WR     | 100.00 | 35.390         | Q    |
| 2  | 7    | Kadeena Cox            | GBR     | (C4)   | 35.914        | 98.67  | 35.436         | Q    |
| 3  | 6    | Marie Patouillet       | FRA     | (C5)   | 36.677        | 100.00 | 36.677         | Q    |
| 4  | 2    | Kate O'Brien           | CAN     | (C4)   | 37.493        | 98.67  | 36.994         | Q    |
| 5  | 5    | Li Xiaohui             | CHN     | (C4)   | 37.505        | 98.67  | 37.006         | Q    |
| 6  | 7    | Nicole Murray          | NZL     | (C5)   | 37.367        | 100.00 | 37.367         | Q    |
| 7  | 4    | Claudia Cretti         | ITA     | (C5)   | 38.929        | 100.00 | 38.929         |      |
| 8  | 5    | Mariela Delgado        | ARG     | (C5)   | 39.107        | 100.00 | 39.107         |      |
| 9  | 2    | Franziska Matile-Dörig | SUI     | (C4)   | 39.945        | 98.67  | 39.414         |      |
| 10 | 3    | Keely Shaw             | CAN     | (C4)   | 40.431        | 98.67  | 39.893         |      |
| 11 | 4    | Heidi Gaugain          | FRA     | (C5)   | 39.963        | 100.00 | 39.963         |      |
| 12 | 3    | Samantha Bosco         | USA     | (C4)   | 40.558        | 98.67  | 40.048         |      |
| 13 | 1    | Shawn Morelli          | USA     | (C4)   | 42.618        | 98.67  | 42.051         |      |

### Finale
| #      | Renster          | Renster | Klasse | Orginele tijd | F      | Berekende tijd | opm. |
| ------ | ---------------- | ------- | ------ | ------------- | ------ | -------------- | ---- |
| Goud   | Caroline Groot   | NED     | (C5)   | 35.566        | 100.00 | 35.566         |      |
| Zilver | Marie Patouillet | FRA     | (C5)   | 36.700        | 100.00 | 36.700         |      |
| Brons  | Kate O'Brien     | CAN     | (C4)   | 37.037        | 98.67  | 36.873         |      |
| 4      | Li Xiaohui       | CHN     | (C4)   | 37.688        | 98.67  | 37.187         |      |
| 5      | Nicole Murray    | NZL     | (C5)   | 37.425        | 100.00 | 37.425         |      |
| -      | Kadeena Cox      | GBR     | (C4)   | DNF           | 98.67  | DNF            |      |